# 詹姆斯·麥克阿瑟
占士·麦克法兰·麥艾化（英語：James McFarlane McArthur；1987年10月7日—），是一名已退役蘇格蘭足球運動員，司職中場。

## 球員生涯

### 球會
咸美頓
麥艾化於2003年加入咸美頓青年隊，2005年首次代表咸美頓主隊上場。
韋根
2010年7月23日，英超球會韋根從蘇超球會咸美頓購入麥艾化，轉會費金額沒正式公佈，據估計約40萬英鎊，合約為期四年。
2012年5月28日，還剩兩年合約的麥艾化與韋根達成協議延長合約兩年，令其留隊至2016年夏季。
水晶宫
2014年9月1日，英超球會水晶宫以破球會紀錄700萬英鎊轉會費從英冠球會韋根購入麥艾化，合約為期三年。

## 榮譽

### 球會
咸美頓
- 蘇格蘭足球甲級聯賽冠軍 (1): 2007/08年度

韋根
- 英格蘭足總盃冠軍 (1): 2012/13年度